# Wilhelmina von Bremen
Wilhelmina von Bremen (Kalifornia, San Francisco, 1909. augusztus 13. – Kalifornia, Alameda, 1976. július 16.) olimpiai bajnok amerikai atléta.
Két versenyszámban is részt vett a hazájában rendezett 1932-es Los Angeles-i olimpiai játékokon. Mary Carew, Evelyn Furtsch és Annette Rogers társaként aranyérmet nyert a négyszer százas váltóversenyen, egyéniben pedig bronzérmes volt száz méteren.

## Egyéni legjobbjai
- 100 méter síkfutás - 12,0 s (1932)